# Зубовице
Зубовице (пол. Zubowice) — деревня в Замойском повете Люблинского воеводства Польши. Входит в состав гмины Комарув-Осада. Находится примерно в 23 км к юго-востоку от центра города Замосць. По данным переписи 2011 года, в деревне проживало 479 человек.
В 1975—1998 годах деревня входила в состав Замойского воеводства.

## Население
Демографическая структура по состоянию на 31 марта 2011 года:
|         | Всего | До трудоспособного возраста | Трудоспособного возраста | Старше трудоспособного возраста |
| ------- | ----- | --------------------------- | ------------------------ | ------------------------------- |
| Мужчины | 223   | 39                          | 156                      | 28                              |
| Женщины | 256   | 42                          | 146                      | 68                              |
| Всего   | 479   | 81                          | 302                      | 96                              |